# Xã White, Quận Benton, Missouri
Xã White (tiếng Anh: White Township) là một xã thuộc quận Benton, tiểu bang Missouri, Hoa Kỳ. Năm 2010, dân số của xã này là 2.488 người.